# Йохан Вилхелм фон Рехберг
Йохан (Ханс) Вилхелм фон Рехберг (на немски: Johann (Hans) Wilhelm von Rechberg, zu Donsdorf; † 1 януари 1614) е благородник от швабския род „Рехберг“, имперски фрайхер на Рехберг, господар в Донцдорф в Баден-Вюртемберг.

## Произход
Той е най-големият син на фрайхер Каспар Бернхард I фон Рехберг († 1605) и първата му съпруга Йохана фон Волмерсхаузен († 1588), дъщеря на Филип фон Волмерсхаузен и Осана фон Нойхаузен. Внук е на Йохан (Ханс) III фон Рехберг († 1574) и Маргарета Анна фон Рехберг († 1572), дъщеря на Еркингер фон Рехберг († 1525/1527). Брат е на Хайнрих (Ханс) Филип († 1611) и Каспар Бернхард II († 1651), който 1626 г. е издигнат на имперски граф.
През 1568 г. дядо му Йохан (Ханс) III фон Рехберг построява новия дворец в Донцдорф и се нанася в него. Дворецът Донцдорф е от 1568 до 1991 г. собственост на фамилията.

## Фамилия
Йохан (Ханс) Вилхелм фон Рехберг се жени на 23 май 1605 г. за Анна Регина фон Рехберг († 1659, Елванген), дъщеря на фрайхер Беро II фон Рехберг († 1623) и Валбурга фон Есендорф († 1613). Те имат шест деца:
- Йохан Рудолф (* 1606; † 6 април 1660, Елванген), каноник в Айхщет 1628, Аугсбург 1631, Елванген 1635, администратор 1646, пропст в Аугсбург (1650 – 1654), пропст в Елванген (1654 – 1660), катедрален дехант в Айхщет
- Бернхард Беро фон Рехберг (* 17 март 1607, Донцдорф; † 9 юли 1686, Донцдорф), фрайхер фон Рехберг, Донцдорф, оберст-щалмайстер и оберст-хофмайстер на Курфюрство Бавария, женен в Мюнхен на 15 януари 1640 г. за графиня Мария Якобея Фугер-Кирхберг-Вайсенхорн (* 9 февруари 1615; † 1695), дъщеря на Антон Фугер цу Кирхберг и Вайсенхорн (1563 – 1616) и графиня Елизабета Фугер цу Кирхберг и Вайсенхорн (1584 – 1636)
- Кристина Валбурга (* 22 август 1609, Донцдорф; † сл. 1648), омъжена I. за фрайхер Антон цу Брандис-Леонбург-Форст († 1639), II. за фрайхер Йохан Георг Куен фон Белази (* 30 октомври 1574, Раудерсперг; † 1643)
- Елеонора Барбара (* октомври 1609; † 27 февруари 1611)
- Хайнрих Александер († 1638, убит до Волгаст), полковник-лейтенант
- Йохан Вилхелм (* 17 април 1614, Донцдорф; † 6 март 1615)

Вдовицата му Анна Регина фон Рехберг се омъжва втори път (договор 24 август 1615 г.) за фрайхер Каспар фон Фрайберг цу Алтхайм, Алмендинген и Ворндорф († 10 август 1648).